# Rémi Willemet
Rémi Willemet, auch Pierre-Rémi Willemet (* 13. September 1735 in Norroy; † 21. Juli 1807 in Nancy) war ein französischer Botaniker. Sein botanisches Autorenkürzel lautet „Willemet“; früher war auch das Kürzel „Willem.“ im Gebrauch. Er ist der Vater von Pierre Rémy François de Paule Willemet (1762–1790).

## Leben und Wirken
Zur Ausbildung ging er zu seinem Onkel, einem Jesuiten nach Nancy, der dort die Leitung einer Apotheke innehatte. Er lernte zunächst die praktische Umgangsweise des Apothekerberufs, studierte aber zusätzlich Naturgeschichte, Botanik und Pharmazie.
Der Jesuitenorden Société de Jésus von Nancy wollte ihn in seine Reihen aufnehmen.
Er wurde im Jahre 1762 im Kolleg für Pharmazie von Nancy, collège de pharmacie de Nancy, zugelassen.
Das Kolleg in Nancy verlieh ihm im Jahre 1766 den Titel eines Demonstrators in Chemie und Botanik, démonstrateur de chimie et de botanique.  Später wurde Willemet zum Professor für Naturgeschichte und Direktor des Botanischen Gartens in Nancy berufen. Im Jahr 1789 wurde er zum Mitglied der Leopoldina gewählt.

## Ehrungen
Nach ihm ist die Pflanzengattung Willemetia  Neck. aus der Familie der Korbblütler (Asteraceae) benannt.

## Werke (Auswahl)
- Phytographie économique de la Lorraine ou recherches botaniques. Leclerc, Nancy 1780 (archive.org).
- Lichénographie économique, ou histoire des lichens utiles dans la médecine et dans les arts. Lyon 1787.
- Monographie pour servir à l’histoire naturelle et botanique de la famille des plantes ètoilées. Amand Koenig, Straßburg 1791 (archive.org).
- Coste’s und Willemet’s Botanische, chemische und pharmazeutische Versuche über die vornehmsten einheimischen Pflanzen, die man mit Vortheil statt der ausländischen in der Heilkunde angewendet hat: nebst medizinischen Beobachtungen und Erfahrungen; Eine von der Akademie der Wissenschaften zu Lyon gekrönte Preisschrift; Aus dem Franz. übers., mit Anm. und neuen Erfahrungen vermehrt. Köhler, Leipzig 1792, urn:nbn:de:hbz:061:2-11307
- Phytographie encyclopédique de l’ancienne Lorraine et des départemens circonvoisins. 3 Bände. Guivard, Nancy 1805 (urn:nbn:de:bvb:12-bsb10303911-2, urn:nbn:de:bvb:12-bsb10303912-7, urn:nbn:de:bvb:12-bsb10303913-3).
- Phytographie encyclopédique ou flore économique. 3 Bände. Paris 1808 (Band 1 archive.org, Band 2, Band 3).